# بریستول اس.اس.ای
بریستول اس.اس.ای. (به انگلیسی: Bristol S.S.A.) یک هواگرد ساختِ کارخانهٔ بریستول ایروپلین در کشور بریتانیا است. این هواگرد برای نخستین بار در ۸ مه ۱۹۱۴ میلادی مورد استفاده قرار گرفت.